# Мясниково (Курганская область)
Мясниково — село в Далматовском районе Курганской области. Административный центр и единственный населенный пункт Мясниковского сельсовета.

## История
До 1917 года входило в состав Тамакульской волости Камышловского уезда Пермской губернии. По данным на 1926 год село Мясниковское состояло из 444 хозяйств. В административном отношении являлось центром Мясниковского сельсовета Далматовского района Шадринского округа Уральской области.

## Население
| 1989 | 2002 | 2010 | 2012 | 2013 | 2014 | 2015 |
| ---- | ---- | ---- | ---- | ---- | ---- | ---- |
| 310  | ↗351 | ↘194 | ↘168 | ↘153 | ↘136 | ↘123 |
| 2016 | 2017 | 2018 | 2019 | 2020 |      |      |
| ↘120 | ↘118 | →118 | ↘115 | ↘107 |      |      |

По данным переписи 1926 года в селе проживало 1946 человек (914 мужчин и 1032 женщин), в том числе: русские составляли 99 % населения.